# Greniers de César
Les greniers de César sont un ensemble de caves à vin et de silos à grains creusés dans le coteau sur le commune française d'Amboise, dans le département d'Indre-et-Loire, en région Centre-Val de Loire.
Une tradition locale, peut-être véhiculée par le passé historique d'Amboise qui remonte à l'Antiquité et bien au-delà, attribue à Jules César la construction de ces silos ; ils sont en réalité aménagés en 1548 à l'initiative de l'architecte italien Dominique de Cortone mais qui n'ont peut-être jamais été mis en service.

## Localisation
Les greniers de César, qui sont au XXIe siècle la propriété d'un hôtel d'Amboise, sont creusés dans le coteau de la rive gauche de la Loire, un peu en amont du centre-ville et du château, en retrait du quai.

## Description

Coupe d'un silo.

Creusées parallèlement dans le coteau en tuffeau qui supporte le plateau des Châteliers à Amboise, se trouvent douze caves à vins dont l'une des trois plus grandes, longue de 90 m, est prolongée par quatre constructions cylindriques.
D'un diamètre de 4 m pour une hauteur de 6 m, en forme de cloche, celles-ci communiquent entre elles par une galerie supérieure et une autre inférieure, cette dernière étant établie de plain-pied avec le sol extérieur de la cour dans laquelle elle débouche. Les quatre citernes sont revêtues intérieurement de briques avec interposition d'une couche de sable entre cette maçonnerie et le tuffeau. Ces dispositions sont reprises en 1737 par Bernard Forest de Bélidor dans son ouvrage Architecture hydraulique, ou l'Art de conduire, d'élever et de ménager les eaux pour les différens besoins de la vie. Un escalier latéral d'une dénivellation de 22 mètres relie les galeries au sommet du coteau, avec des portes permettant d'accéder, par ces escaliers, aux galeries inférieure et supérieure des greniers. Cet escalier débouche, sur le plateau, immédiatement à l'est des douves du château. En 1588, la partie du coteau où sont creusés les silos est achetée par l'ordre des Minimes qui possède, immédiatement à l'ouest des caves, un couvent fondé en 1493. Tardivement vers 1830, un couloir est percé pour relier directement la base des silos proprement dits.
Ces quatre constructions sont d'anciens silos à grains, dans lesquels les céréales entrent en dormance et sont protégées des prédateurs par le dioxyde de carbone émis par leur propre respiration. La galerie supérieure sert à charger les silos qui se vidangent par la galerie inférieure, ce qui engendre dans le contenu du silo un léger mouvement évitant sa prise en masse. Pourtant, aucun texte ne mentionne l'utilisation de ces silos. Des tests réalisés selon ce principe sur une installation du même type par Guillaume Louis Ternaux, dans les années 1820, n'ont pas été concluants. Il en fut peut-être de même à Amboise.
Les greniers de César sont inscrits au titre des monuments historiques en 1948, soit juste cinq siècles après leur construction.

## Datation et interprétation
Le nom de Greniers de César laisse entendre que la construction est d'époque romaine, voire encore plus précisément due aux légions de Jules César qui auraient séjourné à Amboise en 52 av. J.-C.. Outre le fait que cette tradition n'est pas attestée, la confusion est entretenue par la présence de l'oppidum des Châteliers, sur le plateau au-dessus des greniers et peut-être aussi par la fausse interprétation d'un texte du XIIe siècle attribuant également à César la construction de « greniers à foin » à Amboise. Jean-Louis Chalmel, en 1841, réfute l'hypothèse d'une construction des greniers au temps de César. Il admet par contre que ces silos, qu'il identifie bien comme tels et dont il décrit avec exactitude le principe de fonctionnement, ont pu être entrepris à la fin de l'Empire romain ou bien être l'oeuvre des premiers comtes d'Anjou. À la même époque (1842), Étienne Cartier nie lui aussi que les Romains soient les constructeurs des greniers. Pour lui, ils dont l'œuvre de « nos rois de la première race » (comtes d'Anjou).
Il s'avère que le même principe est retenu pour l'édification des « poires d'Ardres », autres silos à grains situés dans un château fort de Charles Quint, à Ardres, et construits vers 1530. Dominique de Cortone, architecte italien invité en France par Charles VIII, a séjourné à Amboise avant de se rendre à Ardres. Les comptes d'Amboise mentionnent le creusement des greniers en 1548 sous la direction de Jean Gastignon « apothicaire de Mesdames filles de France », alors que Cortone a déjà quitté Amboise. Il est donc très probable qu'avant de partir l'architecte ait exposé ses projets aux personnes chargées de les mettre en œuvre puis qu'il ait personnellement supervisé la construction des « poires ». Les greniers de César, édifiés peu avant le milieu du XVIe siècle, comme le confirment les textes et comme le prouvent les matériaux et les techniques utilisés, ne peuvent définitivement pas être une construction romaine.